# Stylidium
Stylidium é um genêro de plantas dicotiledôneas que pertencem à família Stylidiaceae.
- Commons
- Commons
- Wikispecies

1. ↑  «Stylidium». PictureThis (em inglês). Consultado em 17 de maio de 2025